# Дејв Брубек
Дејвид Ворен Брубек (енгл. David Warren Brubeck; Конкорд, 6. децембар 1920 — Норвок, 5. децембар 2012) био је амерички џез пијаниста. Током педесетих и шездесетих година двадесетог века је водио један од највећих џез ансамбала са саксофонистом Полом Дезмондом, познат по нарочитом уметничком достигнућу и фузијом џеза са класичном музиком. Композиције „Take Five“ и „Blue Rondo a la Turc“ са албума „Time Out“ (1959) спадају у класике џеза.